# Gare de Băneasa
 (août 2022).
Si vous disposez d'ouvrages ou d'articles de référence ou si vous connaissez des sites web de qualité traitant du thème abordé ici, merci de compléter l'article en donnant les références utiles à sa vérifiabilité et en les liant à la section « Notes et références ».
La gare de Băneasa est une gare de l'arrondissement de Băneasa à Bucarest, en Roumanie, dans la partie nord de la ville. Elle est située sur la ligne principale vers la côte de la mer Noire.

## Histoire
La gare a été inaugurée le 17 novembre 1886, sous le nom de Gara Mogoșoaia. Traditionnellement, la gare ferroviaire est utilisée pour les départs et arrivées du train royal. Plus récemment, le 16 décembre 2017, c'était le point de départ du train funéraire du roi Michel Ier vers la nécropole royale de Curtea de Argeș.